# 마스 캘러핸
마스 캘러핸(Mars Callahan, 1971년 1월 1일 ~ )은 미국의 각본가, 영화 감독, 배우, 텔레비전 배우이다.

## 영화
- 스프링 브레이크 '83 (2014년) - 사긴트 론 역
- 왓 러브 이즈 (2007년) - 켄 역
- 직스 (2001년) - 클라이드 역
- 칼리포니아 (1993년)
- 케빈은 12살 (1988년)